# マンチャーノ
マンチャーノ（伊: Manciano）は、イタリア共和国トスカーナ州グロッセート県にある、人口約7,000人の基礎自治体（コムーネ）。

## 地理

### 位置・広がり

#### 隣接コムーネ
隣接するコムーネは以下の通り。括弧内のVTはヴィテルボ県所属を示す。
- カニーノ (VT)
- カパルビオ
- イスキア・ディ・カストロ (VT)
- マリアーノ・イン・トスカーナ
- モンタルト・ディ・カストロ (VT)
- オルベテッロ
- ピティリアーノ
- ロッカルベーニャ
- スカンサーノ
- センプロニアーノ
- ソラーノ

### 気候分類・地震分類
マンチャーノにおけるイタリアの気候分類 (it) および度日は、zona E, 2214 GGである。
また、イタリアの地震リスク階級 (it) では、zona 3 (sismicità bassa) に分類される。

## 行政

### 分離集落
マンチャーノには以下の分離集落（フラツィオーネ）がある。
- Marsiliana, Montemerano, Poderi di Montemerano, Poggio Capanne, Poggio Murella, San Martino sul Fiora, Saturnia

## 文化・観光
分離集落Montemeranoは、「イタリアの最も美しい村」クラブの加盟メンバーである。